# Большой Эмир
Большой Эмир (каз. Үлкен Әмір) — упразднённое село в Мунайлинском районе Мангистауской области Казахстана. На момент упразднения входило в состав Баяндинского сельского округа. Упразднено в 1990-е годы. В настоящее время имеет статус зимовки.

## География
Село располагалось у железнодорожной ветке на линии Макат — Мангышлак Западно-Казахстанской железной дороги, на расстоянии примерно 26 км, по прямой, к северо-востоку от села Баянды.

## Население
В 1989 году население села составляло 196 человек. Национальный состав: казахи.
По данным переписи 2021 года на зимовке Большой Эмир проживало 29 человек (14 мужчин и 15 женщин), по сравнению с данным переписи 2009 года, население сократилось на 52 % (в 2009 году проживало 60 человек).